# Список Тимчасових спеціальних комісій Верховної Ради України
Тимчасова спеціальна комісія Верховної Ради України (ТСК) — колегіальний тимчасовий орган Верховної Ради України, що утворюється із числа народних депутатів України для підготовки і попереднього розгляду питань.
У переліку наведені тимчасові спеціальні комісії, що утворювалися Верховною Радою починаючи з 1996 року. Без урахування «тимчасових спеціальних слідчих комісій», що за статусом більше походили на слідчі.
Кольором виділені парламентські скликання.
| № з/п | С.   | № у скл. | Назва комісії | Дата утворення        | Голова                         |
| ----- | ---- | -------- | --- | --------------------- | ------------------------------ |
| 1     | ІІ   | 1        | По опрацюванню проекту Конституції України | 05.05.1996            | Сирота М. Д.                   |
| 2     | ІІ   | 2        | Для вивчення ситуації, що склалася у зв'язку із заборгованістю по виплаті заробітної плати, пенсій і стипендій | 15.05.1996            | Суслов В. І.                   |
| 3     | ІІ   | 3        | По сприянню у вивченні питань, пов'язаних з перевіркою діяльності ОУН-УПА | 13.09.1996            | Юхмчук А. П.                   |
| 4     | ІІ   | 4        | З питань формування національного ринку енергоносіїв [Архівовано 5 березня 2016 у Wayback Machine.] | 20.09.1996            | Дудченко М. П.                 |
| 5     | ІІ   | 5        | По доопрацюванню проекту Закону України про місцеве самоврядування в Україні | 29.10.1996            | Мусіяка В. Л.                  |
| 6     | ІІ   | 6        | З питань вивчення наслідків дії декретів Кабінету Міністрів України щодо встановлення спеціального режиму експорту деяких видів товарів | 12.11.1996            | Кіяшко С. М.                   |
| 7     | ІІ   | 7        | По доопрацюванню проекту Закону України про вибори народних депутатів України | 20.11.1996            | Мішура В. Д.                   |
| 8     | ІІ   | 8        | По підготовці і попередньому розгляду проекту нової редакції Митного кодексу України | 19.12.1996            | Кризський Ю. О.                |
| 9     | ІІ   | 9        | Для підготовки проекту Цивільного кодексу України | 05.06.1997            | Мусіяка В. Л.                  |
| 10    | ІІ   | 10       | По виборах народних депутатів | 05.03.1998            |                                |
| 11    | III  | 1        | Для підготовки бюджетної резолюції | 22.06.1998            | Кузнєцов П. С.                 |
| 12    | III  | 2        | По підготовці і попередньому розгляду проекту нової редакції Цивільного кодексу України По опрацюванню та підготовці до розгляду Верховною Радою України проекту Господарського (комерційного) кодексу України | 20.10.1998            | Медведчук В. В.                |
| 13    | III  | 3        | З питань забезпечення виборчих прав громадян України під час підготовки і проведення виборів Президента України | 20.05.1999            | Єльяшкевич О. С.               |
| 14    | III  | 4        | По підготовці і попередньому розгляду законопроектів про внесення змін до Конституції України за результатами всеукраїнського референдуму за народною ініціативою [Архівовано 5 березня 2016 у Wayback Machine.] | 18.01.2001            | Гавриш С. Б.                   |
| 15    | III  | 5        | З питань доопрацювання законодавчих актів у сфері політико-правової та адміністративної реформи в Україні | 08.02.2001            | Гавриш С. Б.                   |
| 16    | III  | 6        | З контролю за виплатою компенсаційних виплат жертвам нацистських переслідувань з Українського національного фонду «Взаєморозуміння і примирення» | 20.09.2001            |                                |
| 17    | IV   | 1        | Для контролю за дотриманням законності при проведенні повторних виборів народних депутатів України 14 липня 2002 року | 04.07.2002            | Оробець Ю. М.                  |
| 18    | IV   | 2        | З питань фінансово-економічного обґрунтування джерел і механізму відновлення заощаджень громадян України [Архівовано 22 січня 2016 у Wayback Machine.] | 11.07.2002            | Фоменко К. О.                  |
| 19    | IV   | 3        | Для аналізу стану справ у Збройних Силах України, ходу їх реформування, узагальнення проблем, які є у цій сфері, та підготовки пропозицій у зв'язку з проведенням 12 листопада 2002 року «Дня Уряду України» | 26.09.2002            | Зінченко О. О.                 |
| 20    | IV   | 4        | По підготовці і попередньому розгляду узгоджених законопроектів про засади внутрішньої політики України, про засади зовнішньої політики України та про засади національних інтересів і національної стратегії розвитку України | 24.10.2002            | Зінченко О. О.                 |
| 21    | IV   | 5        | По опрацюванню проектів законів України про внесення змін до Конституції України | 26.12.2002            | Гавриш С. Б. Мороз О. О.       |
| 22    | IV   | 6        | З моніторингу виконання Рекомендацій парламентських слухань «Про взаємовідносини та співробітництво України з НАТО» та Плану дій Україна — НАТО [Архівовано 5 березня 2016 у Wayback Machine.] | 06.02.2003            | Зарубінський О. О.             |
| 23    | IV   | 7        | З питань майбутнього | 03.04.2003            | Юхновський І. Р.               |
| 24    | IV   | 8        | Щодо забезпечення парламентського контролю за режимом державного кордону України в районі острова Коса Тузла [Архівовано 11 січня 2017 у Wayback Machine.] | 23.10.2003            | Осташ І. І.                    |
| 25    | IV   | 9        | З проблем ВІЛ-інфекції/СНІДу, туберкульозу та наркоманії [Архівовано 5 березня 2016 у Wayback Machine.] | 01.07.2004            | Богатирьова Р. В.              |
| 26    | IV   | 10       | З питань моніторингу реалізації законодавства про вибори Президента України | 07.09.2004            | Литвин В. М.                   |
| 27    | IV   | 11       | З питань моніторингу виборчого законодавства | 14.02.2006            | Крючков Г. К. Юхновський І. Р. |
| 28    | V    | 1        | Для вивчення питань аналізу стану додержання Конституції та законів України у нормотворчій та правозастосовчій діяльності державних органів, посадових осіб, інших суб'єктів владних повноважень | 12.01.2007            | Хара В. Г.                     |
| 29    | V    | 2        | З опрацювання проектів законів України про внесення змін до Конституції України | 22.02.2007            | Мартинюк А. І.                 |
| 30    | VI   | 1        | З моніторингу стану ліквідації наслідків стихійного лиха, що сталося 23-27 липня 2008 року у Вінницькій, Івано-Франківській, Закарпатській, Львівській, Тернопільській та Чернівецькій областях | 23.09.2008            | Пеклушенко О. М.               |
| 31    | VI   | 2        | З питань реформування Служби безпеки України та його законодавчого забезпечення | 19.03.2009            | Скибінецький О. М.             |
| 32    | VI   | 3        | З підготовки концепції судово-правової реформи | 23.12.2009            | Шустік О. Ю.                   |
| 33    | VI   | 4        | З питань Автономної Республіки Крим | 31.05.2011            | Дейч Б. Д.                     |
| 34    | VI   | 5        | З питання підготовки проекту Закону України про вибори народних депутатів України | 03.11.2011            | Князевич Р. П.                 |
| 35    | VII  | 1        | З питань Автономної Республіки Крим [Архівовано 6 червня 2014 у Wayback Machine.] | 18.06.2013            | Дейч Б. Д.                     |
| 36    | VII  | 2        | З питань підготовки законопроекту про внесення змін до Конституції України | 04.03.2014            | Князевич Р. П.                 |
| 37    | VII  | 3        | З підготовки проекту закону про розвиток і застосування мов в Україні | 04.03.2014            | Кошулинський Р. В.             |
| 38    | VIII | 1        | З питань майбутнього [Архівовано 25 грудня 2015 у Wayback Machine.] | 22.04.2015            | Скрипник О. О.                 |
| 39    | VIII | 2        | З питань перевірки фактів порушень під час проведення повторного голосування на виборах Криворізького міського голови 15 листопада 2015 року [Архівовано 5 березня 2016 у Wayback Machine.] | 26.11.2015            | Ємець Л. О.                    |
| 40    | IX   | 1        | З питань правового статусу ветеранів війни [Архівовано 18 жовтня 2019 у Wayback Machine.] | 02.10.2019            | Зінкевич Я. В.                 |
| 41    | IX   | 2        | З питань формування і реалізації державної політики щодо відновлення територіальної цілісності та забезпечення суверенітету України | 17.10.2019            | Рахманін С. І.                 |
| 42    | IX   | 3        | З питань захисту прав інвесторів | 29.06.2021 06.10.2022 | Янченко Г. І.                  |
| 43    | IX   | 4        | З питань міжнародного гуманітарного та міжнародного кримінального права в умовах збройної агресії Російської Федерації проти України | 01.07.2022            | Бакумов О. С.                  |
| 44    | IX   | 5        | З питань моніторингу отримання і використання міжнародної матеріально-технічної допомоги під час дії воєнного стану | 19.07.2022            | Умєров Р. Е. → Устінова О. Ю.  |
| 45    | IX   | 6        | З попереднього розгляду питань, які могли призвести до кризових явищ на енергетичному ринку України напередодні та під час збройної агресії Російської Федерації проти України | 29.07.2022            | Кучеренко О. Ю.                |
| 46    | IX   | 7        | Для підготовки та комплексного врегулювання питань надання соціальних гарантій ветеранам війни, Захисникам і Захисницям України та членам їх сімей, членам сімей загиблих (померлих) ветеранів війни, членам сімей загиблих (померлих) Захисників і Захисниць України | 09.08.2023            | Остапенко А. Д.                |
| 47    | IX   | 8        | З питань правового статусу, соціальної підтримки, медичного забезпечення ветеранів війни, військовослужбовців, Захисників і Захисниць та членів їх сімей | 09.08.2023            | Зінкевич Я. В.                 |
| 48    | IX   | 9        | З питань підготовки проекту основних засад державної політики України щодо взаємодії з національними рухами малих та корінних народів Російської Федерації | 24.08.2023            | Юрчишин Я. Р.                  |
| 49    | IX   | 10       | З питань захисту майнових та немайнових прав внутрішньо переміщених та інших осіб, постраждалих внаслідок збройної агресії Російської Федерації проти України | 21.12.2023            | Фролов П. В.                   |
| 50    | IX   | 11       | З питань моніторингу та оцінки ефективності діяльності органів місцевого самоврядування та місцевих органів виконавчої влади в місті Києві - столиці України під час воєнного стану | 22.02.2024            | Безгін В. Ю.                   |
| 51    | IX   | 12       | З питань захисту прав інвесторів | 22.02.2024            | Янченко Г. І.                  |
| 52    | IX   | 13       | З питань використання коштів державного бюджету України, спрямованих на облаштування фортифікаційних споруд та інженерних загороджень на лінії зіткнення, а також на виготовлення та закупівлю безпілотних літальних апаратів та засобів радіоелектронної боротьби для військових частин і підрозділів Збройних Сил України та інших утворених відповідно до законів України військових формувань | 22.05.2024            | Задорожній М. М.               |

За предметом відання усі ТСК можна розділити на групи:
- вибори — 8
- конституційний процес — 5
- державне будівництво, діяльність правоохоронних органів — 5
- соціальне забезпечення і відновлення історичної справедливості — 5
- оборона, надзвичайні ситуації — 4
- економіка, торгівля, митна справа — 3
- цивільне та господарське право — 2
- територіальний устрій — 2
- бюджетний процес — 1
- міжнародні відносини — 1
- охорона здоров'я — 1
- культура — 1
- інші питання — 3.